# Ібіс білий
Ібіс білий (Eudocimus albus) — птах родини ібісових. Поширений в Америці.

## Опис

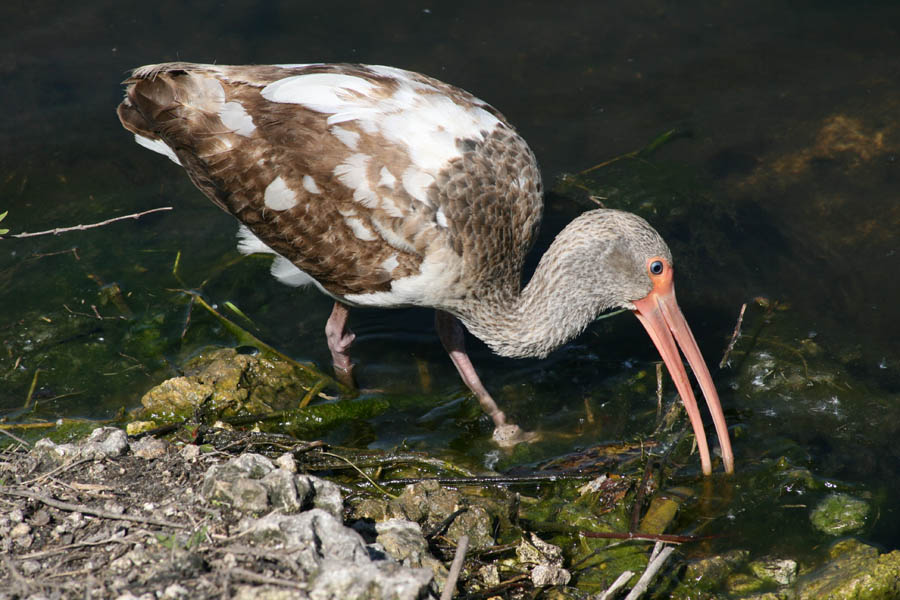
Молодий птах

У білого ібіса біле оперення, червоні ноги і червона, гола шкіра «обличчя». Дзьоб червоний з темною вершиною. Зовнішні темні кінці крил помітні тільки в польоті. У пташенят коричнева спина і крила. Коричнева шия і голова мають білі крапки. Ібіс білий досягає довжини 64 см і розмаху крил 94 см.

## Поширення
Цей вид поширений на півночі Південної Америки, в Центральній Америці, Мексиці і в США, вздовж узбережжя Мексиканської затоки, у Флориді і на узбережжі Джорджії і Південної Кароліні. Віддає перевагу перебуванню поблизу узбережжя, в лагунах, на болотах і манграх.

## Спосіб життя
Ібіс білий живиться рибою, крабами, молюсками і комахами. Птахи гніздяться у великих колоніях, разом з іншими водоплавними птахами на кущах та деревах. Кладка складається з 2—5 яєць. Ібіс білий схрещується з іншим видом цього роду червоним ібісом (Eudocimus ruber).